# Erebouni
Pour l’article homonyme, voir Erebouni (district).

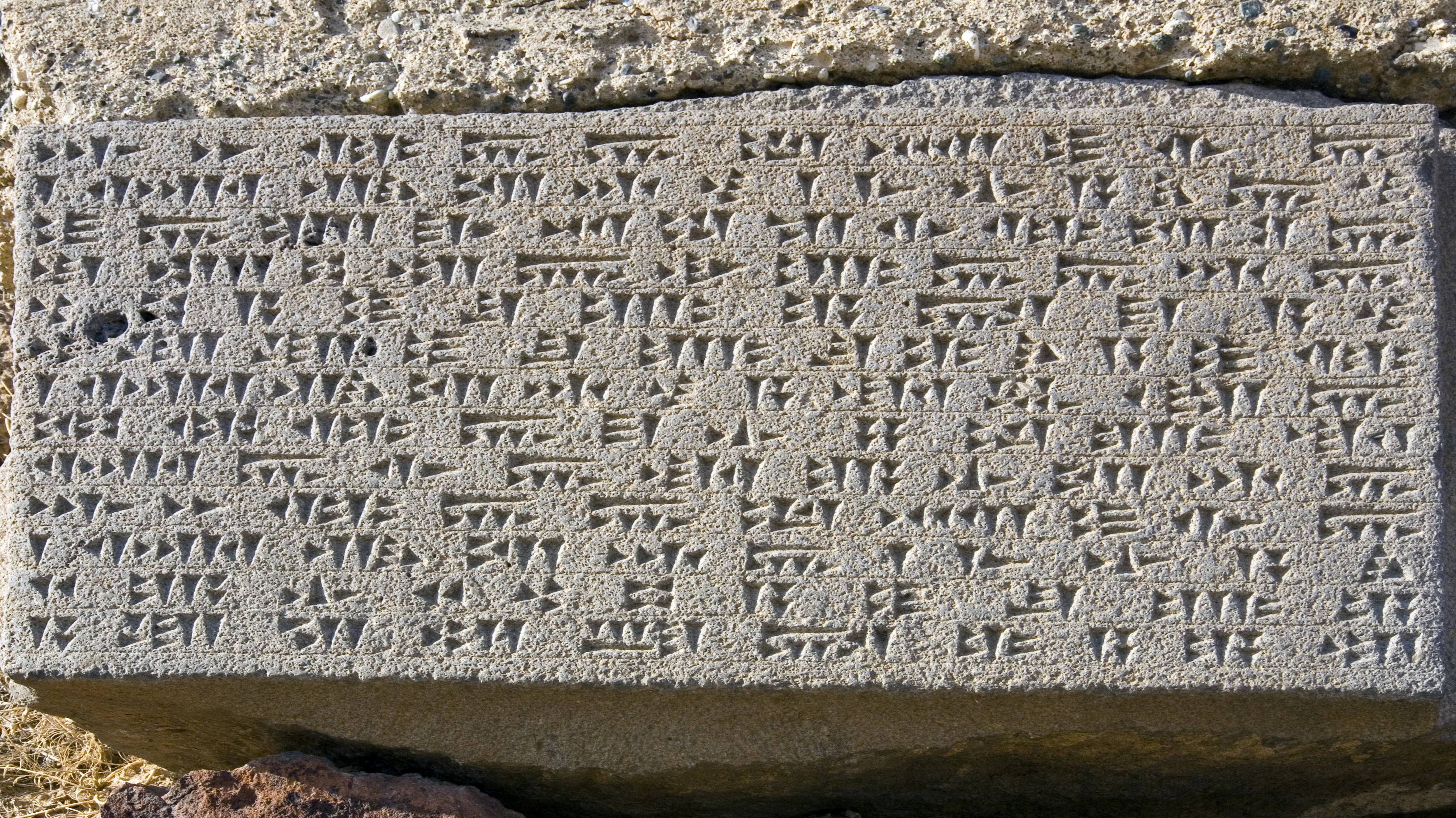
Écriture cunéiforme de l'Urartu, tablette, Erebouni.

Erebouni est une ancienne forteresse de la civilisation de l'Urartu, bâtie par les rois Argishti Ier et Sarduri II au début du VIIIe siècle av. J.-C., en 782 av. J.-C.
Cette date provient d'une inscription en écriture cunéiforme sur une dalle de basalte trouvée sur le site. Le message du texte parle d'« asseoir la puissance du pays et intimider ses ennemis ».
Elle se trouve actuellement en Arménie, sur le site d'Arin Berd, situé dans les faubourgs d'Erevan, à qui elle donne son nom. Cette ville tire d'ailleurs probablement son nom de celui de ce site antique. Le site a été fouillé durant les années 1950 et 1960 par des archéologues soviétiques. Les résultats des fouilles sont en particulier exposés au Musée Erebouni.

## Bâtiments
Le monument le plus important d'Erebouni est son palais. Il était organisé autour d'une cour centrale à portiques. À droite se trouvait la salle du trône, à laquelle on accédait par trois petites salles faisant office de vestibule. Le reste du bâtiment était formé par des résidences et entrepôts au nord de la cour centrale, ainsi qu'une petit temple dans le style urartéen, bien qu'ayant la particularité d'être rectangulaire.
Plus au sud se trouvait un bâtiment à la fonction indéterminée. On y accédait par une cour centrale, par laquelle on parvenait à des cours intérieures. La partie de la cour par laquelle on accédait à la grande salle latérale était pourvue de deux rangées de colonnes constituant un portique. À l'époque achéménide, durant laquelle le site a été réoccupé, cette cour a été transformée en salle hypostyle.